# Ekologisk passning
Ekologisk passning (engelska: ecological fitting) är ett begrepp inom biologin som myntades av den amerikanske biologen D.H. Janzen och som syftar till att beskriva den process där en organism koloniserar och framhärdar i en ny miljö, framgångsrikt använder nya resurser eller börjar interagera med för organismen nya arter och gör detta med hjälp av redan existerande egenskaper och förmågor. Dessa egenskaper och förmågor utvecklades och selekterades fram i andra biotiska och abiotiska sammanhang än vad organismen befinner sig i och är således inte ett resultat av delad evolutionär historia, samevolution eller anpassning till nuvarande förhållanden. Ekologisk passning sker bland annat vid parasiters värdskiften, till exempel växtparasiterande insekter som byter värdväxt.

## Begreppets historia

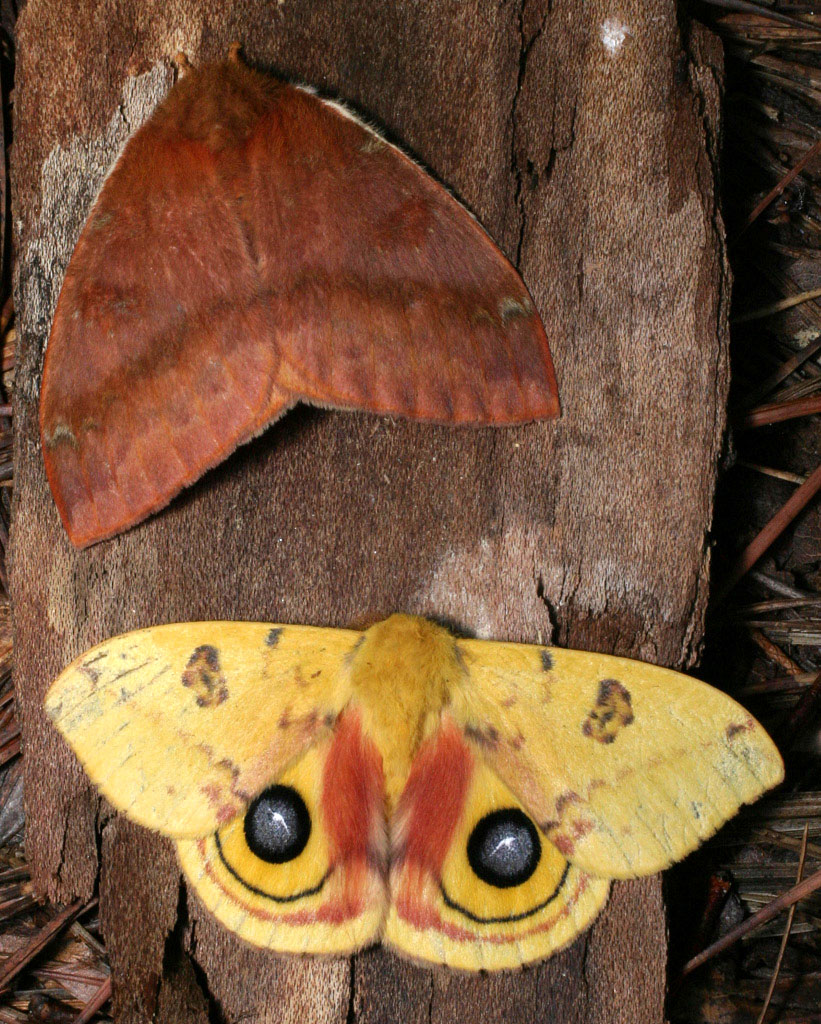
Automeris io

Begreppet myntades 1985 av den amerikanske biologen D.H. Janzen i en artikel publicerad i tidskriften Oikos. Janzen beskriver där fenomenet utifrån erfarenheter av arbete i Santa Rosa National Park i Costa Rica. Janzen observerade att i detta ekosystem var det många arter som var utspridda över stora områden där artsammansättningen skiftade mellan olika platser. I många fall uppstod interaktioner med arter som inte kunde sägas tillhöra Santa Rosa. Ett exempel är en mal (Automeris io) med en speciell färgteckning som förekommer i Santa Rosa men vars utbredning sträcker sig till Kanada. Färgteckningar som dessa kan vara uttryck för någon form av anpassning, till exempel aposematism, men Janzen ställde sig tvekande till att denna färgteckning verkligen var en anpassning till hela det utbredningsområde som denna mal har. Han föreslog istället att arter som malen är i en evolutionärt stabil fas och har realiserad fitness i habitat som de inte ursprungligen har anpassats till. Dessa arter har vid något tillfälle i historien i ett mer isolerat sammanhang selekterat fram egenskaper som sedan när arten fått tillfälle eller förmågan att sprida sig visat sig vara framgångsrika även i andra sammanhang. De passar ekologiskt. De olika förhållanden som arten sedan framhärdar i utsätter olika populationer av arten för en mångfald av olika selektionstryck men som genom genflöde mellan populationerna bidrar till att arten förblir i evolutionär stasis.

### Ekologisk passning i evolutionsbiologiska debatter
Ekologisk passning blev ett inlägg i de evolutionsbiologiska debatterna om samevolution och adaptationism och flera biologer hade innan Janzens artikel antytt att ett fenomen som ekologisk passning existerade utan att formulera en definition av det. Janzen själv hade redan fem år innan myntandet av begreppet beskrivit grunddragen för ekologisk passning i en artikel som främst manade till försiktighet angående alltför okritiska samevolutionära förklaringar till ekologiska relationer. En problematisk aspekt med evolutionära förklaringar till till exempel värdskiften hos parasiter är mängden evolutionära förändringar dessa förklaringar implicerar. För att ett värdskifte hos en växtparasit ska kunna genomföras skulle det bland annat krävas förmåga att identifiera den nya växten som resurs, förmåga att lägga ägg på växten, avkomman ska klara av att äta växten och överleva konkurrens med andra parasiter och potentiella predatorer som denna växt lockar till sig. Att alla dessa egenskaper och förmågor ska evolvera samtidigt anses som i princip omöjligt. Ekologisk passning ger istället organismen förmågan att utföra värdskiften utan förekomsten av mutationer och kan fungera som nollhypotes vid antaganden om samevolution och anpassning.   
Ekologisk passning har också sammankopplats med exaptation, ett annat viktigt begrepp i dessa debatter. Exaptation är när en egenskap byter funktion under evolutionens gång. Ett klassiskt exempel är fjädrar som ursprungligen användes för termoreglering och som senare kommit att få en funktion vid flygning. Ekologisk passning kan ses som en ekologisk motsvarighet till exaptation.

## Mekanismer

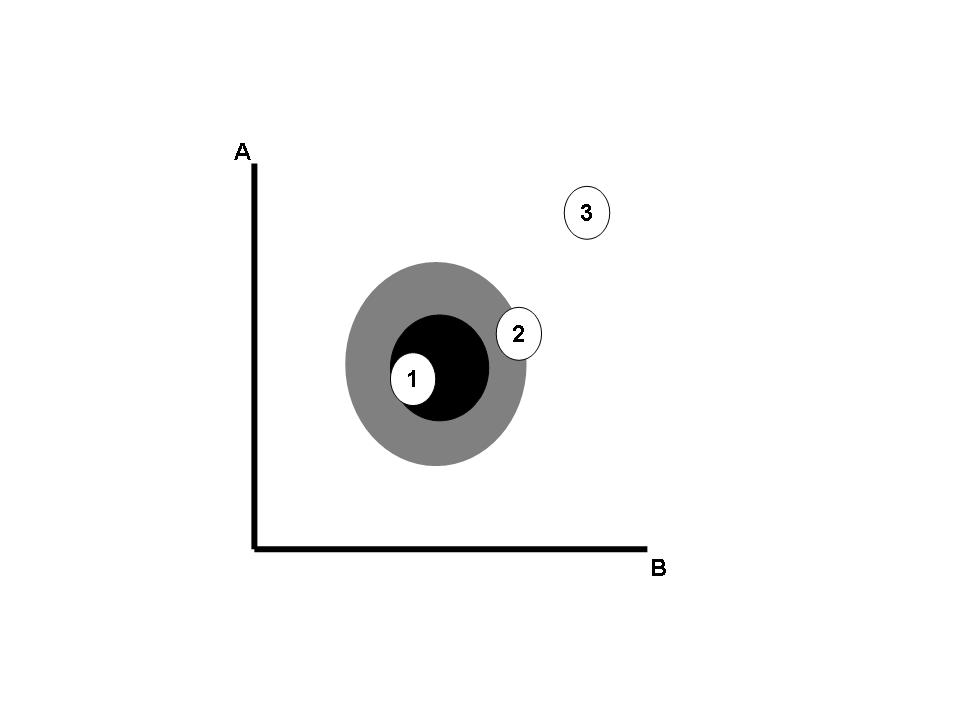
Illustration av ekologisk passning. X- och Y-axeln är hypotetiska miljöfaktorer som påverkar organismens fitness. Den svarta cirkeln är den miljö eller resurs som organismen utnyttjar. Den grå cirkeln representerar organismens "sloppy fitness space". De numrerade cirklarna representerar nya resurser. Resurs 1 är i princip identisk med den resurs organismen redan utnyttjar. Resurs 2 kan utnyttjas tack vare att den befinner sig inom organismens "sloppy fitness space". Resurs 3 kan inte utnyttjas av organismen. Illustrationen är modifierad från Agosta, S.J., Janz, N., Brooks, D.R., 2010, How specialists can be generalists: resolving the ”parasite paradox” and implications for emerging infectious disease, Zoologia 27: 151–162

Tre mekanismer har föreslagits utgöra grunden för ekologisk passning: fenotypisk plasticitet, korrelerad karaktärsutveckling och fylogenetisk konservatism. Fenotypisk plasticitet innebär att en och samma genotyp kan resultera i flera olika fenotyper beroende på vilka biotiska och abiotiska förhållanden organismen befinner sig i. Vi kan därför se anpassningar i fenotypen som resulterar i fitness men som inte beror på någon förändring i genotypen. Korrelerad karaktärsutveckling innebär att vissa egenskaper hos en organism är kopplade i den bemärkelsen att selektion på egenskap A även påverkar egenskap B som egentligen inte är utsatt för selektion. Egenskap B kan sedan visa sig vara viktig i nya förändrade förhållanden. Den tredje mekanismen, fylogenetisk konservatism, kan vara genetisk variation eller en begränsning i en karaktär som finns sparad i fylogenin och som leder till att organismen till exempel kan utnyttja till synes nya resurser men som egentligen är resurser som liknar resurser som utnyttjades av en förfader. Tillsammans ger dessa mekanismer organismen en potential till realiserad fitness i förhållanden som skiljer sig från dem som varit rådande under artens evolution. Denna potential kan realiseras under två scenarion. Ett där den nya resursen helt enkelt liknar den förra resursen i så många avseenden att den för organismen inte utgör någon kvalitativ skillnad, dvs. ur organismens perspektiv är resurserna identiska. Det andra scenariot innebär att organismen får användning av det utökade och mer odefinierade fitnessutrymme (på engelska kallat "sloppy fitness space" som de tre ovannämnda mekanismerna ger organismen.

## Exempel på ekologisk passning

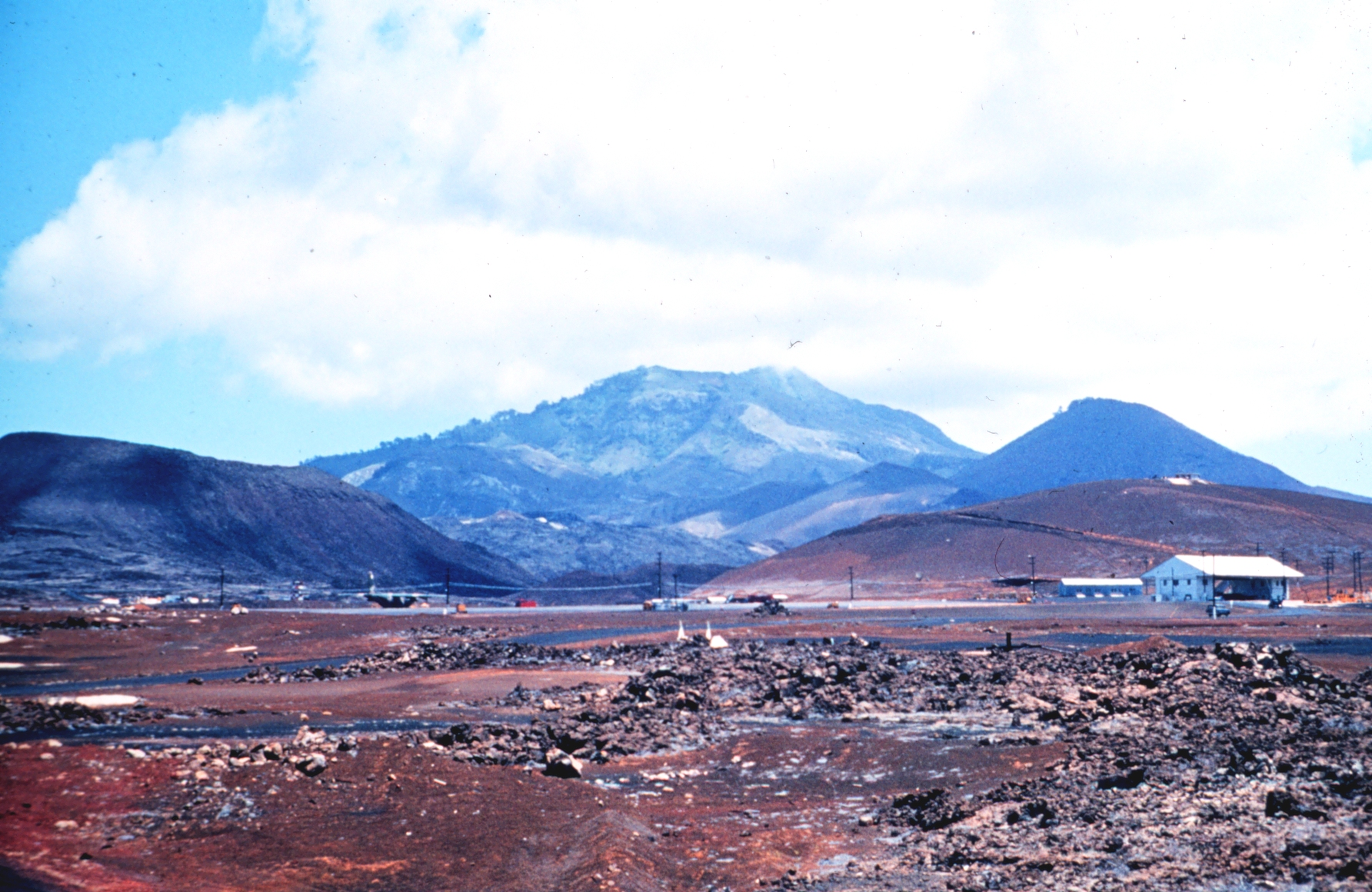
Bild från Ascension med Green Mountain i bakgrunden

Studier på relationer mellan parasiter och värdar har givit starka belägg för förekomsten av ekologisk passning. Det finns många exempel på att introduktioner av nya växter i ett område resulterar i att växten direkt rekryterar nya parasiter, dvs. det finns redan insekter som kan utnyttja den nya resursen. En vida spridd art som sockerrör kan utgöra värdväxt till tusentals olika insektsarter varav många är geografiskt specifika.
När oxgrodor introducerades i Costa Rica följde även en parasit med som lever i grodans lungor. I Costa Rica kunde parasiten direkt sprida sig till leopardgrodor. Fylogenetiska studier har visat att leopardgrodor var en ursprunglig värd för parasiten som vid någon punkt i historien bytte värd till oxgrodor. Tack vare bevarade egenskaper från tiden som parasit på leopardgrodor kunde parasiten fortfarande infektera dem när leopardgrodor blev tillgängliga som resurs igen, och kunde gå över helt till leopardgrodor när oxgrodorna senare dog ut i Costa Rica.    
Ekosystemet vid Green Mountain på Ascension Island har föreslagits som ett exempel på ekologisk passning. Ascension är en relativt ung vulkanisk ö och hade vid tidpunkten för de första bosättningarna i början av 1800-talet en liten och begränsad flora där ormbunkar utgjorde den dominerande växtligheten på bergssluttningarna. I och med bosättningarna började fler arter att introduceras som en del i ett försök att förändra landskapet och förbättra förutsättningarna för odling utarbetat av botanisten Joseph Dalton Hooker. Idag, 150 år senare, består stora delar av Green Mountain av artrik molnskog och är således ett artificiellt men fullt fungerande tropiskt ekosystem vars arter inte samevolverat. Ett anmärkningsvärt exempel på ekologisk passning.

## Ekologisk och evolutionär betydelse
Ekologisk passning har både ekologisk och evolutionär betydelse. Förmågan till ekologisk passning utgör till exempel en förutsättning för invasioner. Invasioner har bland annat förklarats med flykthypotesen (eng. "escape hypothesis") , dvs. att en organism blir framgångsrik i ett nytt sammanhang eftersom den frigörs från begränsande faktorer i sitt förra habitat som till exempel parasiter, predatorer och konkurrenter. Denna hypotes tar dock inte hänsyn till att det nya habitatet introducerar den invasiva arten för nya prövningar i form av nya parasiter. predatorer och konkurrenter. Den invasiva arten måste således passa ekologiskt för att kunna överleva i det nya sammanhanget och det kan den göra antingen för att det nya sammanhanget liknar det förra eller genom att utnyttja sloppy fitness space. Detta innebär också att det finns många potentiellt invasiva arter som hålls tillbaka av geografisk isolering, klimat och andra hinder för spridningsförmågan som historiskt sett ofta överkommits tack vare människan. Detta har också betydelse för nytillkomna infektionssjukdomar (EID - emerging infectious diseases). Dessa infektionssjukdomar uppstår när parasiter infekterar och orsakar sjukdom hos värdar som de tidigare inte haft någon relation till, i detta fall människor. Vid ekologiska störningar och klimatförändringar kan således dessa parasiter sprida sig och byta värdar tack vare förmågan till ekologisk passning.
Ekologisk passning ger upphov till artrelationer och ekosystem som till synes verkar vara samevolverade när de egentligen inte är det. Detta gör det svårare för biologer att dra slutsatser om när samevolution kan sägas ha skett och hur vanligt fenomenet är. Detta betyder dock inte att ekologisk passning utesluter att samevolution, anpassningar och specialiseringar sker. Ekologisk passning kan snarare ses som ett första steg i en potentiell anpassning eller specialisering som selekteras fram efter att passningen skett. Den nordamerikanska fjärilsarten Euphydras editha (eng. Edith's Checkerspot) utgör ett exempel. Arten använder ursprungligen växten Collinsia parviflora som värd. På 1800-talet introducerades Plantago lanceolata från Europa, en växt som fjärilen genom ekologisk passning kan utnyttja. Studier på fjärilspopulationer i Sierra Nevada har dock visat att populationer som kom i kontakt med P.lanceolata när den introducerades har utvecklat en preferens för den 100 generationer senare. Andra populationer som inte exponerats för P.lanceolata kan utnyttja resursen men föredrar den inte framför den mer ursprungliga C.parviflora. Ekologisk passning har alltså varit det första steget i vad som evolverat till en preferens och som potentiellt skulle kunna bli en artbildning.         

### Fotnoter
1. 1 2  Janzen, D.H., 1985, On ecological fitting, Oikos 45: 308-310
2. 1 2 3 4 5 6 7 8 9  Agosta, S.J., Klemens, J.A., 2008, Ecological fitting by phenotypically flexible genotypes: implications for species associations, community assembly and evolution, Ecology Letters 11: 1123-1134
3. 1 2 3  Agosta, S.J., 2006, On ecological fitting, plant-insect associations, herbivore host shifts, and host plant selection, Oikos 114: 556-565
4. ↑  Janzen, D.H., 1980, When is it coevolution?, Evolution 34: 611-612
5. 1 2 3  Agosta, S.J., Janz, N., Brooks, D.R., 2010, How specialists can be generalists: resolving the ”parasite paradox” and implications for emerging infectious disease, Zoologia 27: 151–162
6. ↑  Gould, S.J., Vrba, E.S., 1982, Exaptation - a missing term in the science of form, Paleobiology 8: 4-15
7. ↑  Brooks, D.R., Leon-Regagnon, V., McLennan, D.A., Zelmer, D., 2006, Ecological fitting as a determinant of the community structure of platyhelminth parasites of anuras, Ecology 87, Supplement: S76-S85
8. ↑  Wilkinson, D.M., 2004, The parable of Green Mountain: Ascension Island, ecosystem construction and ecological fitting, Journal of Biogeography 31: 1-4
9. ↑  Thompson, C.D., Ng, D., Singer, M.C., Mallet, J.L.B., Parmesan, C., Billington, H.L., 1987, Incorporation of an European weed into the diet of a North American herbivore, Evolution 41: 892-901